# 咸龙教堂
咸龙教堂是一座罗马天主教教堂，位于越南河内市中心的还剑区咸龙街。该教堂建于19世纪末，因街名而俗称咸龙教堂。目前的教堂建于1934年，由越南建筑师设计。今天，咸龙教堂是河内的三座主要教堂之一，另外两座是北门教堂和圣若瑟主教座堂。 
这条街上还有同名的佛教咸龙寺，其历史可追溯到11世纪.